# Anis Ben Slimane
Anis Ben Slimane (Kopenhagen, 16 maart 2001) is een Deens-Tunesisch voetballer die doorgaans als middenvelder speelt. Hij verruilde Brøndby in juli 2023 voor Sheffield United. Slimane debuteerde in 2020 in het Tunesisch voetbalelftal.

## Clubcarrière
Slimane werd geboren in Denemarken als zoon van Tunesische ouders. Hij begon met voetballen bij BK Vestia in Kopenhagen. Vanaf 2008 begon een reis door jeugdopleidingen van tal van Deense clubs, tot hij in 2017 in die van AB terechtkwam. Hiervoor debuteerde hij dat seizoen in het betaald voetbal, in de 2. division.
Slimane verruilde AB in juli 2019 voor Brøndby, de nummer vier van Denemarken in het voorgaande seizoen. Hier ging hij in eerste instantie weer in de jeugd spelen.  Coach Niels Frederiksen nam hem tijdens de winterstop van 2019/20 mee op trainingskamp met het eerste elftal. Hij kwam tijdens de tweede seizoenshelft vervolgens 16 keer in actie voor de hoofdmacht, in de Superligaen. Slimane bleef ook daarna deel van de selectie. Hij werd in het seizoen 2020/21 landskampioen met Brøndby. Hij kwam dat jaar 27 keer in actie, maar wel 23 keer als invaller. Slimane werd in 2021/22 een vaste basisspeler bij Brøndby.
Slimane verruilde Brøndby in juli 2023 voor Sheffield United, dat net was gepromoveerd naar de Premier League.

## Interlandcarrière
Slimane speelde voor Denemarken –19, maar koos er daarna voor om voortaan voor Tunesië uit te komen. Hij debuteerde op 9 oktober 2020 in het Tunesisch voetbalelftal. Bondscoach Mondher Kebaier gaf hem toen een basisplaats in een met 3–0 gewonnen oefenwedstrijd tegen Soedan. Hij maakte zelf het derde doelpunt. Kebaier nam Slimane vijftien maanden later ook mee naar het Afrikaans kampioenschap 2021. Hierop speelde hij in alle vijf de wedstrijden van Tunesië. Bondscoach Jalel Kadri nam Slimane later dat jaar mee naar het WK 2022. Dat toernooi speelde hij in twee van de drie wedstrijden van de Tunesiërs.

## Erelijst
| Kampioen Superligaen | 1x | 2020/21 |

1 Davies ·
2 Baldock ·
3 Lowe ·
4 Fleck ·
5 Trusty ·
6 Basham ·
7 Brewster ·
8 Hamer ·
9 McBurnie ·
10 Archer ·
11 Traoré ·
12 Egan  ·
14 Thomas ·
15 Ahmedhodžić ·
16 Norwood ·
17 Coulibaly ·
18 Foderingham ·
19 Robinson ·
20 Bogle ·
21 Souza ·
22 Davies ·
23 Osborn ·
25 Ben Slimane ·
27 Larouci ·
28 McAtee ·
31 Dewhurst ·
32 Osula ·
33 Norrington-Davies ·
35 Brooks ·
36 Jebbison ·
37 Amissah ·
38 Seriki ·
39 Sachdev ·
40 Buyabu ·
Coach: Heckingbottom